# 507 г. пр.н.е.

## Събития

### В Азия

#### В Персийската империя
- Цар на Персийската (Ахеменидска) империя e Дарий I (522 – 486 г. пр.н.е.).[1]

### В Европа

##### В Гърция

###### В Атина
- Архонт за 507 – 506 г. пр.н.е. е Алкмеон, който вероятно е близък да ползващия се с народна подкрепа Клистен.[2]
- Клистен реформира политическа система на града и създава структура на управление, която остава практически непромененa в следващите 300 години.[3]

#### В Римската република
- Консули (507/506 г.пр.н.е.) са Публий Валерий Попликола (за III път) и Марк Хораций Пулвил.
- Ларс Порсена, царят на етруския град Клузиум, напада Рим като съюзник на прогонения цар Тарквиний Горди.
  - Според легендата Хораций Кокъл успява да отбранява сам и достатъчно дълго дървения мост над Тибър, за да може той да бъде разрушен и да се попречи на преминаването на врага. Порсена се укрепява на хълма Яникул и започва обсада на града.
  - Гай Муций Сцевола прави неуспешен опит да убие Порсена и е заловен. Царят се съгласява да сключи договор със Сената, но Тарквиний не е възстановен като цар на Рим.
- Порсена се оттегля от Рим и започва война с латинския град Ариция, но войската му е разбита.[4]